# Mueang Rayong (huyện)
Mueang Rayong (tiếng Thái: เมืองระยอง, phiên âm: mương rá-yoong) là huyện thủ phủ (Amphoe Mueang) của tỉnh Rayong, phía đông Thái Lan.

## Địa lý
Các huyện giáp ranh (từ phía tây theo chiều kim đồng hồ) là: Ban Chang, Nikhom Phatthana, Ban Khai, Wang Chan và Klaeng. Phía nam là vịnh Thái Lan.
Vườn quốc gia Khao Laem Ya - Mu Ko Samet nằm ở huyện này.

## Hành chính
Huyện được chia ra thành 15 phó huyện (tambon), các đơn vị này lại được chia thành 83 làng (muban). Rayong là thành phố (thesaban nakhon) nằm trên một phần tambon Tha Pradu và Pak Nam, tambon Choeng Noen và Noen Phra. Thị xã (thesaban mueang) Map Ta Phut nằm trên toàn bộ tambon Map Ta Phut và Huai Pong, một phần của Noen Phra, Thap Ma và tambon Mapkha thuộc King Amphoe Nikhom Phatthana. Có 2 thị trấn (thesaban tambon) - Klaeng Kachet nằm trên một phần của tambon Klaeng và Kachet, Ban Phe nằm trên một phần của tambon Phe.
| STT. | Tên          | Tên Thái | Số làng | Dân số |  |
| ---- | ------------ | -------- | ------- | ------ |  |
| 1.   | Tha Pradu    | ท่าประดู่   | -       | 20.215 |  |
| 2.   | Choeng Noen  | เชิงเนิน   | 7       | 38.045 |  |
| 3.   | Taphong      | ตะพง     | 15      | 17.207 |  |
| 4.   | Pak Nam      | ปากน้ำ    | -       | 8.310  |  |
| 5.   | Phe          | เพ       | 7       | 17,251 |  |
| 6.   | Klaeng       | แกลง     | 7       | 10.750 |  |
| 7.   | Ban Laeng    | บ้านแลง   | 7       | 6.486  |  |
| 8.   | Na Ta Khwan  | นาตาขวัญ  | 5       | 5.870  |  |
| 9.   | Noen Phra    | เนินพระ   | 7       | 25.497 |  |
| 10.  | Kachet       | กะเฉด    | 10      | 6.952  |  |
| 11.  | Thap Ma      | ทับมา     | 8       | 14.530 |  |
| 12.  | Nam Khok     | น้ำคอก    | 3       | 4.080  |  |
| 13.  | Huai Pong    | ห้วยโป่ง   | 1       | 12.781 |  |
| 14.  | Map Ta Phut  | มาบตาพุด  | 1       | 17.930 |  |
| 15.  | Samnak Thong | สำนักทอง  | 5       | 5.160  |  |